# 剣の宝庫 草薙館
剣の宝庫 草薙館（つるぎのほうこ くさなぎかん）は、名古屋市熱田区の熱田神宮境内にある刀剣の資料館。

## 概要
熱田神宮は三種の神器の一つである草薙剣を神体としており、また古来より奉納されてきた刀剣が約450点所蔵されている。詳細は熱田神宮#文化財および熱田神宮宝物館の節を参照されたい。

徳仁天皇即位を記念した奉祝事業の一環として、刀剣展示専用に整備された。

## 沿革
- 2021年（令和3年）
  - 10月2日 - 開館記念式典[3]。
  - 10月3日 - 一般公開[3]。

## 特別展示[5]
熱田神宮所蔵刀剣を毎月入れ替え、日本刀の持つ美しさや我が国特有の伝統文化、美意識を紹介している。

## 常時展示[5]
以下のふたつを常時展示する。また、体験コーナーでは、これらの複製拵（こしらえ）に触れられる。

### 大太刀 銘 末之青江（すえのあおえ）（太郎太刀）
刃長221.5cm 反り3.4cm 全長303cm 拵え総長340cm 刀身 約6kg（拵え含む 約10kg）。

### 大太刀 銘 千代鶴國安（ちよづるくにやす）（次郎太刀）
刃長166.7cm 反り2.6cm 全長244.6cm 拵え総長 267cm 刀身 約5kg（拵え含む 約8kg）。

## 入館料[5]
| 種類                             | 大人料金 | 小中学生料金 |
| -------------------------------- | -------- | ------------ |
| 草薙館 当日券                    | 500円    | 200円        |
| 草薙館と宝物館との共通当日券     | 800円    | 300円        |
| 草薙館と宝物館との年間パスポート | 5000円   | 5000円       |

※特別展など特別料金が必要なことがあります。

※団体は、100円割引あり。

※障害者手帳割引あり。名古屋市交通局のなごや得なび割あり。

## 開館時間[5]
開館時間：午前9時　～　午後4時30分（入館は午後4時まで）

※休館日は、ホームページで確認してください。

## アクセス
- 名古屋鉄道神宮前駅より徒歩3分[4]。
- 名古屋高速道路3号大高線 呼続出口より自動車で5分[4]。